# «Меморіал» імені Василя Стуса
Громадська організація «Всеукраїнська правозахисна організація „Меморіал“ імені Василя Стуса» — громадська організація, утворена 1989 року. Займається збереженням пам'яті про політичні репресії у УРСР у XX сторіччі та правозахисною діяльністю.

## Історія
Ініціативна група зі створення Українського «Меморіалу» вперше зібралася 8 грудня 1988 року в Києві в «Будинку кіно», а 4 березня 1989 року а тому самому приміщенні відбулась установча конференція, на якій був прийнятий Статут та обрані керівні органи Українського товариства «Меморіал».
Тоді в Товариство вступило близько 360 000 осіб із числа репресованих, їхніх нащадків та членів їхніх родин. З квітня 1991 «Меморіал» названий ім'ям Василя Стуса.
Участь у створенні взяли творчі спілки, редакції журналів, Інститут літератури АН України, митці, науковці, студентська молодь, активісти демократичного руху.
Основні завдання:
- громадське розслідування масових репресій, сприяння розслідуванню фактів порушення законності;
- увічнення пам'яті жертв репресій, моральне оздоровлення суспільства.

Попри переслідування, залякування і моральний тиск через офіційну пресу, «Меморіал» організовував мітинги, демонстрації, вів агітацію за демократичних кандидатів на перших демократичних виборах. Завдяки наполегливості членів «Меморіалу» та проведених ним депутатів 17 квітня 1991 Верховна Рада УРСР прийняла Закон «Про реабілітацію жертв політичних репресій в Україні».
Статут Українського добровільного культурно-просвітницького правозахисного благодійного товариства «Меморіал» імені Василя Стуса зареєстрований 25 грудня 1992 Міністерством юстиції України. Реєстраційне свідоцтво № 362.
«Меморіал» виступив 1992 року ініціатором створення Антикомуністичного Антиімперського Фронту, провів разом з іншими організаціями слухання на тему «Комунізм — глухий кут цивілізації»; створив Український Національний Комітет з організації Міжнародного суду над КПРС-КПУ («Нюрнберг-2»); за його ініціативою було утворене депутатське об'єднання «Нюрнберг-2», організований міжнародний симпозіум «Голодомор-1933», проводилися конференції з прав людини, акції психіатричного захисту населення.

## Діяльність
«Меморіал» влаштовував:
- документальні виставки репресованих художників Алли Горської, Віктора Зарецького, Опанаса Заливахи, Федосія Гуменюка, Веніаміна Кушніра, Галини Севрук, Людмили Семикіної та інших;
- конкурси наукових робіт: «Війни Московії проти Русі»; «Сепаратизм і перспектива створення національних держав на території Російської Федерації»;
- вечори пам'яті репресованих діячів культури, літератури, науки;
- виступи в школах, інститутах, участь у радіопрограмах та телепередачах;
- презентація фотоальбому присвяченого 25-річчю розпаду СРСР — «Біловезька угода 8 грудня 1991. Точка неповернення»;
- презентація фотолітопису «100 років Української національної революції 1917—1921»;
- презентація документального фільму «За Україну, за її волю!(миттєвості української історії)» з нагоди 100-річчя Української національної революції 1917—1921років;
- відкриття фотовиставок: «Постаті Української національної революції 1917—1921» присвячена провідникам та діячам визвольних змагань — безпосереднім учасникам процесу державотворення та «Сто перемог України (1917—2017)» покликана переосмислити український досвід за останнє століття, висвітлити історичні успіхи та внесок українців у світову науку, культуру, цивілізацію, взяти на озброєння парадигму перемоги, а не поразки;
- відкриття пам'ятної дошки на будинку, де мешкав видатний український державний діяч, правозахисник, дисидент і політв'язень, співзасновник Української Гельсінської Групи / Української Гельсінської Спілки та Народного Руху України — Михайло Горинь (1930—2013);
- презентація книги Маркіяна Шашкевича «Читанка для діточок» — перший шкільний підручник укладений живою народною українською мовою (підготований до друку у грудні 1836 року, видавався у 1850 та 1853 роках).
- презентація фотолітопису «Українська Повстанська Армія 1942—1954» з нагоди 75-ліття створення УПА.

За сприянням «Меморіалу» знято фільми й телевізійні передачі:
- «Голод-33» (реж. О.Янчук),
- «33-й, свідчення очевидців» (реж. М.Локтіонов-Стезенко),
- «Ой, горе, горе…» та «Я єсть народ…» П.Фаринюка,
- «Крик» О.Криварчука,
- «Доля поета» про Івана Світличного,
- «Батальйони НКВС» та «Любіть» (фільм про Биківню) Л.Букіна,
- цикл фільмів про Соловки,
- «Зона» реж. М.Мащенка,
- фільм Р. і Б. Корогодських про українських дисидентів,
- цикл з 12 телефільмів реж. Інни Страшко про репресованих письменників, про УПА,
- фільм про В.Стуса «Просвітлої дороги свічка чорна» реж. С.Чернилевського та ін.

З травня 1989 «Меморіал» проводить у Биківнянському лісі під Києвом ушанування похованих тут сотень тисяч жертв НКВД. Київське відділення «Меморіалу» (голова Роман Круцик) розробило експозицію «Забуттю не підлягає. Хроніка комуністичної інквізиції в Україні. 1917—1991», у тому числі електронний варіант, кількома мовами. У 2005 р. «Меморіал» бере участь у створенні Українського Інституту національної пам'яті.
«Меморіал» створює програми для молоді «Меморіал — освіті», відеоархів та фотоархів у мережі інтернету, організовує таборівки для української молоді «Шляхами героїв» по місцях ОУН-УПА, експедиції на Дні пам'яті жертв репресій в урочище Сандармох та на Соловки.

## Ідейні засади
Основною метою організації є задоволення та захист законних соціальних, економічних, політичних, правових, вікових, національно-культурних та інших спільних інтересів своїх членів та політв'язнів, репресованих та осіб, що зазнають не правового відношення до себе.
Основними завдання діяльності є:
- сприяння процесам розвитку демократії в Україні;
- ліквідація наслідків тоталітаризму у всіх сферах суспільного життя шляхом встановлення історичної справедливості;
- збереження пам'яті про жертви Геноциду в Україні, увічнення пам'яті загиблих внаслідок політичного терору, голодомору та репресій з 1917 р. і до наших днів;
- сприяння реабілітації жертв репресій, пошук місць масових поховань учасників визвольних змагань і жертв політичних репресій, проведення їх ексгумацій перепоховань та надання допомоги їхнім сім'ям згідно чинного законодавства;
- внесення пропозицій до органів влади та місцевого самоврядування, що стосуються прав людини, прав репресованих, остарбайтерів, членів їхніх сімей;
- проведення наукових досліджень в галузі історії, культури та права України;
- сприяння відродженню духовної культури громадян України, а також українців, що мешкають за кордоном;
- залучення молоді до роботи в організації, а також просвітницька робота в молодіжному середовищі;
- пропаганда демократичних цінностей — пріоритету прав людини, віротерпимості, національної та расової рівноправності, політичного плюралізму.

## Голови
- У 1992—2014 — Лесь Танюк (1938—2016)
  - Заступник голови: Євген Гринів (нар. 1936)
- Від 2014 — Степан Кубів (нар. 1962)
  - Перший заступник голови, голова ради «Меморіал»у: Роман Круцик (1945—2023)
  - Заступник голови: Євген Гринів (нар. 1936)

9 серпня 2014 року в Будинку кіно в Києві відбувся VIII з'їзд «Меморіал»а. Новим головою було обрано Степана Кубіва (голова НБУ у лютому—червні 2014, народний депутат у 2012—2016, один із комендантів Майдану). Кандидатуру Кубіва запропонував Лесь Танюк.
На VIII з'їзді першим заступником голови товариства «Меморіал» і головою його ради обраний Роман Круцик. Заступником голови товариства, як і багато літ до цього, залишився один із засновників «Меморіал»у Євген Гринів.

## Видатні члени Меморіалу
Співголови Координаційної Ради (1989-1991)
- Кузнецов Владлен Миколайович
- Деко Олександр Аврамович
- Різниченко Ізраїль Абрамович
- Танюк Леонід Степанович
- Доброштан Ігор Михайлович[ru]
- Маняк Володимир Антонович
- Цимбалюк Віктор Дем'янович[6]

Інші видатні засновники
- Ємець Олександр Іванович
- Горинь Михайло Миколайович
- Гринів Євген Андрійович
- Грицьків Роман Ярославович
- Зеленська Катерина Михайлівна
- Коваленко Лідія Борисівна
- Ковалів Юрій Іванович
- Круцик Роман Миколайович
- Набока Сергій Вадимович
- Пронюк Євген Васильович
- Сверстюк Євген Олександрович
- Шевченко Олесь Євгенович

Інші видатні члени
- Кубів Степан Іванович
- Сергійчук Володимир Іванович
- Шендеровський Василь Андрійович

## Правління у 2019 році
Склад Правління 24 серпня 2019 року
- Степан Кубів
- Богдан Моркляник
- Юрій Баланюк
- Євген Гринів
- Іван Окоєв
- Олеся Стасюк
- Василь Шендеровський
- Володимир Сергійчук
- Володимир Будз
- Роман Грицьків
- Олександр Святоцький
- Роман Небожук
- Назар Пешко
- Ірина Новікова
- Юрій Оніщенко
- Ростислав Будинський